# فینال جام در جام اروپا ۱۹۸۵
فینال جام در جام اروپا ۱۹۸۵، رقابت پایانی جام در جام اروپا در سال ۱۹۸۵ میلادی است که مابین دو تیم باشگاه فوتبال اورتون و باشگاه فوتبال راپیدوین برگزار شده‌است.
این مسابقه که در تاریخ ۱۵ مه ۱۹۸۵ انجام شده‌است با نتیجه ۳ بر ۱ به سود تیم باشگاه فوتبال اورتون به پایان رسید.